# ウェルシュ・ヒルマン
ウェルシュ・ヒルマン（英：Welsh Hillman）とは、イギリスのウェールズ原産の牧羊犬種である。

## 概要
10世紀のウェールズの法典に記述のあるコヴァート・ハウンドを先祖とすると推測されている。更にさかのぼり、紀元前10世紀にフェニキア人が持ち込んだという説もある。頭数が減少し、20世紀末には絶滅が危惧されるに至った。
同じくコヴァート・ハウンドの子孫と推測されるウェルシュ・ブラック・アンド・タン・シープドッグよりも背が高く、毛は滑らかで、白い斑のあるゴールドヤブリンドルなどとされる。牧羊だけでなく牧牛にも使用された。

## 参考
- 『デズモンド・モリスの犬種事典』デズモンド・モリス著書、福山英也、大木卓訳 誠文堂新光社、2007年